# بطولة الأمم الخمس 1913
بطولة الأمم الخمس 1913 (بالإنجليزية: 1913 Five Nations Championship)‏ هو الموسم 31 من بطولة الأمم الخمس. كان عدد الأندية المشاركة فيه 5، وفاز فيه منتخب إنجلترا الوطني لاتحاد الرغبي.